# Lisderevmash
LISDEREVMASH — одна из крупнейших выставок лесной промышленности на Украине. В рамках выставки проходят тематические семинары и круглые столы. Традиционно, на площадке перед выставочным центром проходит презентация различного оборудования для деревообработки. Там же проходят конкурс на лучшего оператора манипулятора: оператор за отведенное время должен сгрузить некое количество брёвен с прицепа на землю, а потом уложить их обратно.

## Описание
До кризиса на выставке было представлено около 250 экспонентов, но на последней выставке участвовало лишь 160. Выставка Lisderevmash проходит в одном из больших залов МВЦ и на открытой площадке. Общая экспозиционная площадь составляет более 4 000 м².

## Фотографии

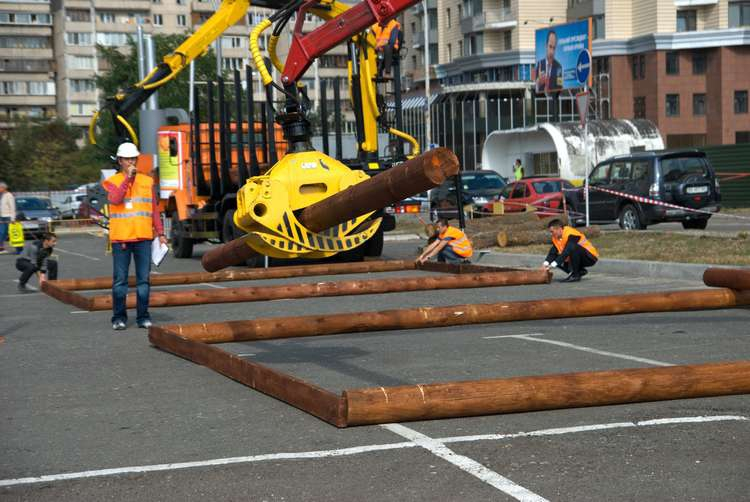
Конкурс "Лучший оператор манипулятора"
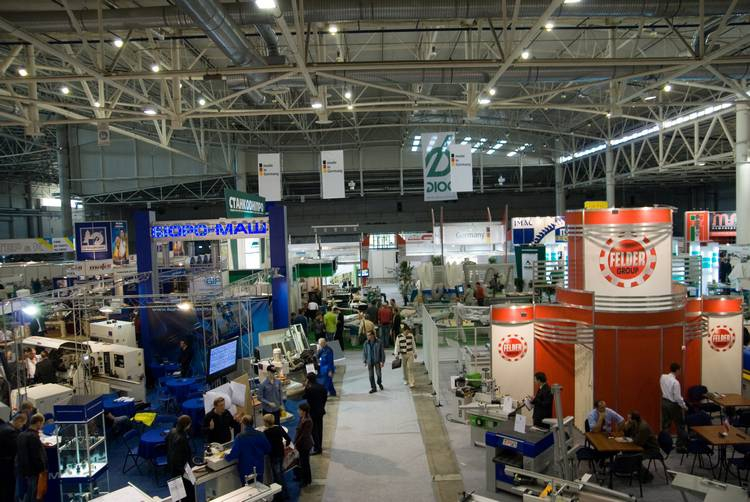
Вид выставки со второго этажа МВЦ